# 정초부
정초부(鄭樵夫, 1714년∼1789년 10월 31일(음력 9월 13일))는 조선의 노비 출신의 시인이다.

## 개요
《초부유고》에는 이름이 이재(彛載)라고 나온다. 원래 여춘영(呂春永, 1734년 10월 24일(음력 9월 28일)~1813년 1월 19일(음력 1812년 12월 17일))의 노비였다. 조선 후기 뛰어난 시인들의 작품을 실은 《병세집》에는 정초부의 시가 무려 열한 수나 실려 있다. 기록에 따르면 정초부는 동원아집(東園雅集)과 같은 양반들의 시회에 초대받아 그들과 함께 시를 지었다.

## 관련 논문
- 서문기, 〈鄭樵夫 漢詩 硏究〉, 성균관대학교 일반대학원 한문학과 석사학위논문, 2016년 2월